# Daugava stadion, Riga
Daugava stadion (lettiska: Daugavas stadions) är en multifunktionell idrottsarena i Riga i Lettland med plats för 10 461 åskådare. Den öppnades första gången 1927 och kan användas för både fotbolls- och friidrottstävlingar. Sedan 1992 har Daugava stadion utsetts till en idrottsanläggning av nationell betydelse och ägs nu av den lettiska staten. Anläggningens fotbollsplan är hemmaplan för Lettlands herrlandslag.

## Historik
Den första arenan på platsen byggdes 1927 och drevs först av Strādnieku sports un sargs (Worker Sports and Guard, SSS), en sportorganisation ansluten till det lettiska socialdemokratiska arbetarpartiet. Efter att stadion hade övergivits efter den sovjetiska ockupationen av Lettland 1940 och under andra världskriget, återupprättades stadion 1945, med renoveringsarbeten som började 1949. Före juli 1990 var stadions totala kapacitet mer än 10 000 personer, men efter rivningen av den norra, östra och södra läktaren 1999 var det bara 5 683 platser.
Lettlands fotbollslandslag spelade sina hemmamatcher på Daugava stadion från 1991 till 2000, då Skontostadion ersatte som en tillfällig plats medan den planerade renoveringen av Daugava stadion pågick, och laget återvände till Daugava sommaren 2018. Den andra hyresgästen är sedan juni 2018 FS Metta/LU. Tidigare hyresgäster har varit FC Daugava, FK Daugava 90, JFK Olimps och andra.
Två träningsplatser under huvudläktaren, tennis- och friidrottsplaner och konstgräsplaner är också en del av komplexet. Det lettiska fotbollsförbundets högkvarter låg i komplexet från 1991 till 2009, då kontoren flyttades till Elektrum Olympic Center. Daugava-stadion har traditionellt varit värd för dansföreställningarna för den lettiska sång- och dansfestivalen.
För att fira 90-årsdagen av Lettlands självständighet sattes den 19 oktober 2008 ett nytt Guinness världsrekord på platsen för flest människor som springer 100 meter i en 24-timmars stafett. Det var 3 807 deltagare.

## Renovering
Projektet för renovering av stadion fick 2015 medel från Europeiska regionala utvecklingsfonden och den lettiska regeringen och arbetet startade officiellt i september 2017, efter att ett kontrakt på 62 miljoner euro undertecknades den 5 juni för återuppbyggnaden av stadion och skapandet av sport- och kulturområdet Grīziņkalns i dess omgivningar.

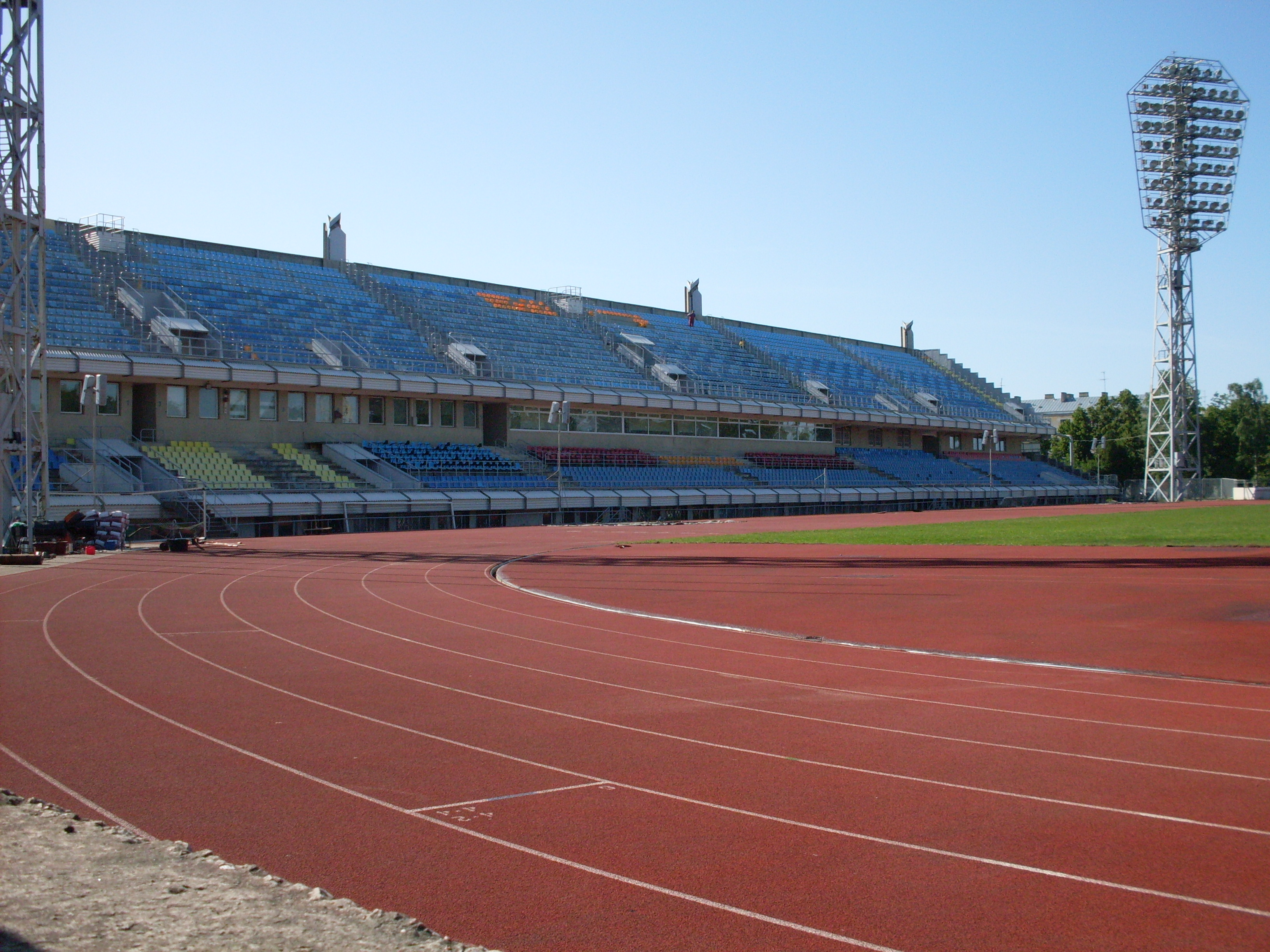
UEFA kategori 4-stadion

Den 15 maj 2018 slutfördes den första fasen av renoveringen, varvid nya läktare byggdes i båda måländarna, vilket ökade kapaciteten på stadion från 5 683 till 10 461 platser, medan den västra huvudläktaren med friidrottsanläggningar inomhus, konferensrum och VIP-faciliteter totalrenoverades och en ny elektronisk resultattavla installerades. Efter renoveringen uppfyller stadion kraven för UEFA kategori 4 och IAAF kategori 2. Den andra och sista fasen – under vilken byggandet av ett tak över den västra terrassen, en ny ishall som ersätter den som byggdes 1960 (revs 2018) och nya, multifunktionella idrottshallar planeras – är planerad att vara klar 2022.[uppföljning saknas]
I april 2020 påbörjades bygget av den nya isarenan efter att det slutgiltiga bygglovet utfärdats av Riga kommunfullmäktige. Deadline för öppnandet av arenan sattes till mars 2021 i tid för 2021 IIHF World Championship.